# 5266 Rauch
5266 Rauch è un asteroide della fascia principale. Scoperto nel 1973, presenta un'orbita caratterizzata da un semiasse maggiore pari a 2,7178792 UA e da un'eccentricità di 0,1294186, inclinata di 15,69946° rispetto all'eclittica.